# عرقون صغير الثمر
عرقون صغير الثمر (الاسم العلمي:Euphrasia microcarpa) هي نوع نباتي يتبع جنس العرقون من الفصيلة الجعفيلية.  